# آپلندس پارک (میسوری)
آپلندس پارک (به انگلیسی: Uplands Park) یک روستا (ایالات متحده آمریکا) در ایالات متحده آمریکا است که در شهرستان سنت لوئیس، میزوری واقع شده‌است.
 آپلندس پارک ۰٫۱۷ کیلومتر مربع مساحت و ۴۴۵ نفر جمعیت دارد و ۱۸۶ متر بالاتر از سطح دریا واقع شده‌است.